# Daniel Poyatos Algaba
Daniel Poyatos Algaba (Barcelona, España, 23 de junio de 1978), más conocido como Dani Poyatos es un entrenador de fútbol español que actualmente dirige al Gamba Osaka de la J1 League.

## Trayectoria
Dani Poyatos comenzaría su trayectoria en los banquillos en las categorías inferiores del RCD Espanyol, club con el lograría ganar la Liga y la Copa del Rey en 2012 con su equipo juvenil. Más tarde, dirigiría a las selecciones juveniles de Baréin y Cataluña sub-18 antes de llegar al Real Madrid CF en 2014.
El técnico barcelonés dirigió en la campaña 2016-2017 al Real Madrid Club de Fútbol Juvenil "B" sustituyendo a "Guti", en la que se proclamaría campeón del Grupo 12 de División Nacional.
En la temporada 2017-18, dejó la cantera del Real Madrid CF para ser segundo entrenador de Jordi Cruyff en el Maccabi Tel Aviv Football Club, con el que ganaría la League Cup antes de que el ex-barcelonista diera por finalizada su etapa en el conjunto israelí. 
Poyatos volvió al equipo blanco en 2018 para volver a suplir la marcha de "Guti", esta vez al Besiktas y dirigió al equipo juvenil durante dos temporadas. En la temporada 2019-20 sería líder en su grupo de División de Honor tras 25 partidos de liga, antes de que el confinamiento parase la competición. En la UEFA Youth League, la homóloga europea de la Liga de Campeones, el equipo terminó con un balance de tres victorias, dos derrotas y un empate antes de la pandemia.
El 21 de julio de 2020, se hace oficial su fichaje por el Panathinaikos Fútbol Club de la Superliga de Grecia.
El 12 de octubre de 2020, el técnico es despedido como entrenador del Panathinaikos Fútbol Club, tras cosechar dos derrotas y un empate en las tres jornadas de Liga que se llevan disputadas.
El 24 de diciembre de 2020 se hace oficial su fichaje por el Tokushima Vortis, equipo recién ascendido a la J1 League. En la temporada 2021, descendió con el equipo a la J2 League y en su segunda temporada al frente del club lo dejó en octava posición, sin lograr clasificarse para los puestos que dan opción al ascenso a primera división.
El 23 de noviembre de 2022, firma como nuevo entrenador del Gamba Osaka de la J1 League.

## Clubes

### Como entrenador
| Club                                           | País   | Año       |
| ---------------------------------------------- | ------ | --------- |
| RCD Espanyol Juvenil                           | España | 2011-2012 |
| Selección de fútbol de Baréin Juvenil          | Baréin | 2012-2014 |
| Real Madrid CF Fútbol Base                     | España | 2014-2017 |
| Maccabi Tel Aviv Football Club (2º Entrenador) | Israel | 2017-2018 |
| Real Madrid Club de Fútbol Juvenil "A"         | España | 2018-2020 |
| Panathinaikos Fútbol Club                      | Grecia | 2020      |
| Tokushima Vortis                               | Japón  | 2020-2022 |
| Gamba Osaka                                    | Japón  | 2022-     |